# Phaenocarpa theodori
Phaenocarpa theodori är en stekelart som först beskrevs av Vollenhoven 1878.  Phaenocarpa theodori ingår i släktet Phaenocarpa och familjen bracksteklar. Inga underarter finns listade i Catalogue of Life.